# Dries Holten
Dries Holten (Tjimahi, 30 januari 1936 – Oostrum, 15 april 2020) was een Nederlands zanger, tekstschrijver, componist en producer.

## Biografie
Zijn vader Frans Holten, KNIL-militair in Nederlands-Indië, kwam uit Blerick. Dries was als oorlogskind bijna het slachtoffer van de wrede Japanse bezetter. Vervolgens werd hij heen en weer meegenomen door zijn ouders. Naar Nederland, terug naar Indonesië, hopend dat het ergste achter de rug was en weer naar Nederland toen dat niet zo bleek te zijn. De onafhankelijkheidsstrijd barstte los. Hij woonde daarna achtereenvolgens in Amersfoort, Twello, Venlo, Tegelen, Velden, Baarlo, Maashees, Holthees, Panningen en Roosendaal.

### Loopbaan

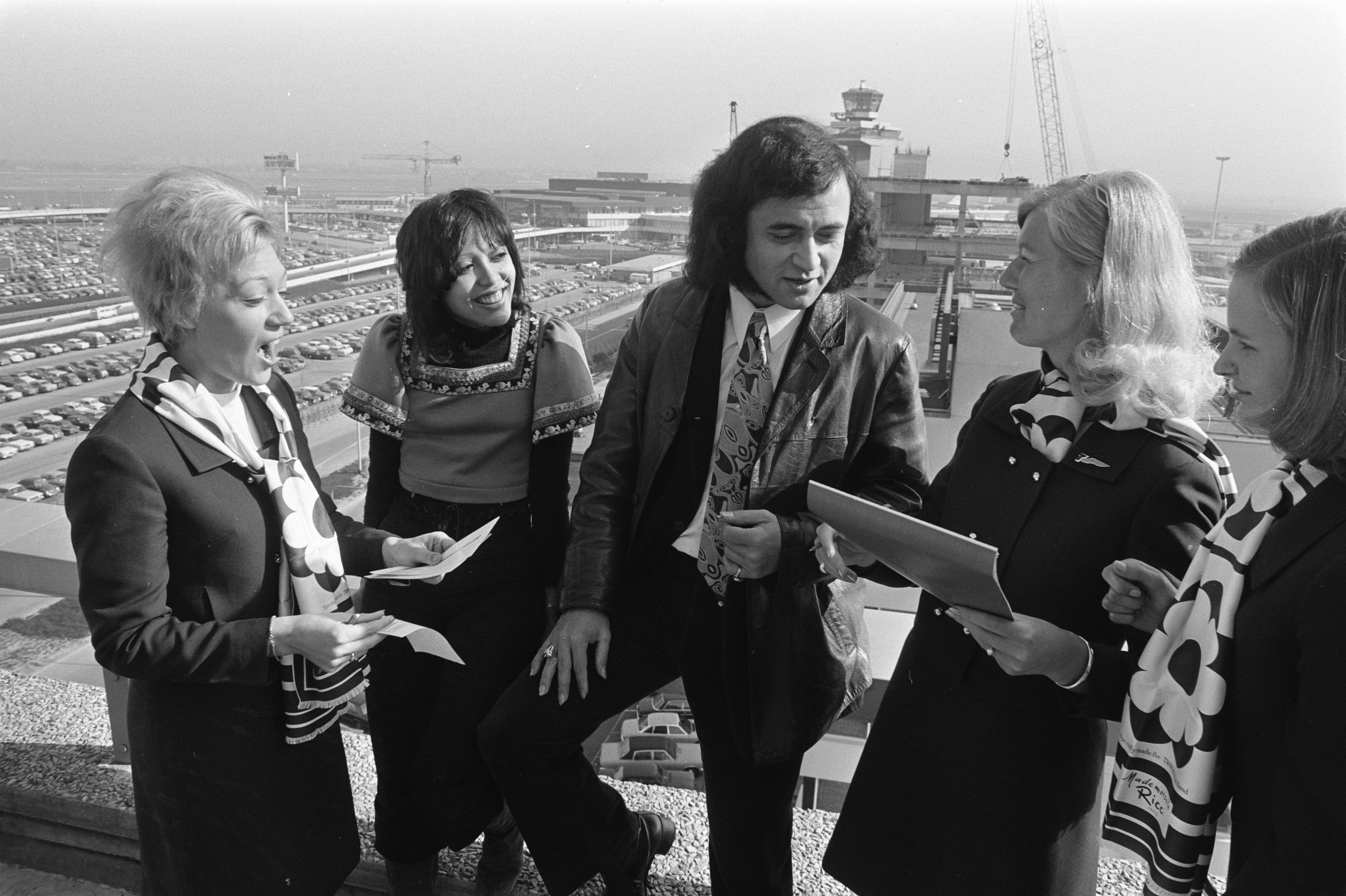
Holten met Sandra Reemer en enkele Transavia-stewardessen op het dak van het Hilton hotel op Schiphol, 1972

In Venlo had hij een keramiekbedrijfje. Hij begon zijn muzikale carrière bij De Notenkrakers in Venlo als bassist en speelde bij De Nieuwe Vijf en Bass. Dries Holten werd vooral bekend als Andres, de helft van het duo Sandra en Andres, dat hij samen met Sandra Reemer vormde van 1966 tot 1975.
Nadat hij de samenwerking met Reemer verbrak, vormde Holten een nieuw duo met Rosy Pereira onder de naam Rosy & Andres. Zij scoorden enkele hits in de periode 1975-1977. In 1980 probeerde Holten het voor een laatste maal als duo met Debbie.
Solo bracht Holten platen uit onder zijn eigen naam, als Andres, Jim Holwood en als Andy Wood. Zijn latere repertoire bestaat voornamelijk uit westerse interpretaties van Indische liedjes.
Ook voor andere artiesten schreef Holten. Zoals de muziek voor Land of milk and honey van het duo Mouth & MacNeal, in 1971. Hij schreef ook de tekst voor de hit Immer wieder Sonntags van Cindy & Bert uit West-Duitsland. Deze plaat stond in 1973 wekenlang in de Europese hitlijsten. Ook enkele carnavalsliedjes uit Venlo staan muzikaal op zijn naam, waaronder "Hotel Bok" uit 1963 en "Joetse Jatse" uit 1974 met als zangeres Hannelore Winter.

## Overlijden
Hij overleed op 84-jarige leeftijd aan kanker in Oostrum, een dorpje vlak bij Venray.

## Biografische nabeschouwing
- Peter de Waard, "Het eeuwige leven: Dries 'Andres' Holten 1936-2020", in: de Volkskrant woensdag 13 mei, p. 22

## Discografie

### Albums
| Album met eventuele hitnotering(en) in de Nederlandse Album Top 100 | Datum van verschijnen | Datum van binnenkomst | Hoogste positie | Aantal weken | Opmerkingen      |
| ------------------------------------------------------------------- | --------------------- | --------------------- | --------------- | ------------ | ---------------- |
| Let us sing together                                                |                       | 1-5-1971              | 19              | 14           | Sandra en Andres |
| Ramé ramé                                                           |                       | 11-10-1980            | 26              | 8            | Andres           |

### Singles
| Single met eventuele hitnotering(en) in de Nederlandse Top 40 | Datum van verschijnen | Datum van binnenkomst | Hoogste positie | Aantal weken | Opmerkingen |
| ------------------------------------------------------------- | --------------------- | --------------------- | --------------- | ------------ | --- |
| Storybook children                                            |                       | 16-3-1968             | 9               | 13           | Sandra en Andres/#10 in de Parool Top 20                                                                          |
| Somethin' in my heart/Across the line                         |                       | 20-7-1968             | tip             |              | idem |
| Zij is verliefd op een frikandel                              |                       | 8-11-1969             | tip             |              | Dries Holten |
| Zij is verliefd op een frikandel                              |                       | 6-12-1969             | tip             |              | idem |
| Reaching for the moon                                         |                       | 27-12-1969            | tip             |              | Sandra en Andres                                                                                                  |
| Let us pray together                                          |                       | 20-6-1970             | 5               | 8            | idem/#4 in de Hilversum 3 Top 30                                                                                  |
| Love is all around                                            |                       | 7-11-1970             | 5               | 12           | idem/#5 in de Hilversum 3 Top 30                                                                                  |
| Those words                                                   |                       | 27-3-1971             | 5               | 10           | idem/#6 in de Daverende 30                                                                                        |
| Que je t'aime                                                 |                       | 14-8-1971             | 8               | 7            | idem/#9 in de Daverende 30                                                                                        |
| Mary Madonna                                                  |                       | 6-11-1971             | 12              | 7            | idem/#13 in de Daverende 30                                                                                       |
| Als het om de liefde gaat                                     |                       | 4-3-1972              | 3               | 10           | idem/#3 in de Daverende 30                                                                                        |
| Mama mia                                                      |                       | 16-9-1972             | 12              | 6            | idem/#15 in de Daverende 30                                                                                       |
| Auntie                                                        |                       | 18-11-1972            | 4               | 9            | Sandra en Andres, Demis Roussos, Vicky Leandros, Enrico Macias, Hildegard Knef & Alice Babs/#4 in de Daverende 30 |
| Aime-moi                                                      |                       | 17-3-1973             | 12              | 6            | Sandra en Andres/#10 in de Daverende 30                                                                           |
| Dzjing boem te ra ta ta                                       |                       | 15-12-1973            | 33              | 4            | idem |
| True love                                                     |                       | 16-2-1974             | 21              | 5            | idem/#20 in de Daverende 30                                                                                       |
| You believed                                                  |                       | 1-6-1974              | 14              | 6            | idem/#15 in de Daverende 30                                                                                       |
| Oh nous sommes très amoureux                                  |                       | 1-3-1975              | 28              | 2            | idem |
| Sausolito                                                     |                       | 29-11-1975            | 6               | 8            | Rosy en Andres/#7 in de Nationale Hitparade                                                                       |
| I was born to love                                            |                       | 3-4-1976              | 29              | 3            | idem/#19 in de Nationale Hitparade                                                                                |
| My love                                                       |                       | 4-9-1976              | 3               | 11           | idem/#5 in de Nationale Hitparade                                                                                 |
| I believe in you                                              |                       | 14-5-1977             | 26              | 5            | idem/#26 in de Nationale Hitparade                                                                                |
| Save me                                                       |                       | 15-10-1977            | tip             |              | idem |
| Lazy days                                                     |                       | 13-8-1988             | -               |              | Debbie en Andres / #46 in de Nationale Hitparade                                                                  |